# Ramiro Rampinelli
Ramiro Rampinelli   (Brescia, 10 d'agost de 1697 - Milà, 1759) va ser un matemàtic italià.

## Vida i obra
Rampinelli va néixer el 1697, fill d'un comercià de Brescia, i va ser batejat amb el nom de Lodovico (que després va canviar en professar els hàbits). El seu pare volia que estudiés dret, però ell es va aficionar per l'arquitectura militar i la matemàtica, fins al punt que el 1717 decideix abandonar el domicili patern per allistar-se a la cavalleria. En comptes d'això, i gràcies a la intervenció d'uns amics, es va traslladar a Bologna on va estudiar a la universitat amb el professor Gabriele Manfredi.
El 1722 va ingressar a l'Orde de Monte Oliveto i, a continuació, va ser destinat a diferents convents de l'Orde. Mentre va estar al de Venècia (1727-1729) va poder estudiar amb el comte Ricatti i mentre va estar a Pàdua (1730-1731) va tenir ocasió d'assistir a classes en la seva universitat.
A partir de 1731 va estar als monestirs de Pavia, Bolonya i Brescia, fins que el 1741 va ser destinat al monestir de San Vittore al Corpo de Milà, on va ser professor de Maria Gaetana Agnesi. El 1747, el senat de Milà li va confiar la càtedra de matemàtiques de la universitat de Pavia, càrrec que va mantenir fins a la seva mort.
Rampinelli només va publicar un llibre (de forma pòstuma): Lectiones Opticae (1760), però es conserva una abundant correspondència seva i uns quants manuscrits de les seves classes de mecànica, de física, d'hidroestàtica i de trigonometria.